# Џексонвил (Мисури)
Џексонвил (енгл. Jacksonville) град је у америчкој савезној држави Мисури.

## Демографија
По попису из 2010. године број становника је 151, што је 12 (-7,4%) становника мање него 2000. године.
| Група             | 2000.       | 2010.       |
| Белци             | 161 (98,8%) | 145 (96,0%) |
| Афроамериканци    | 0 (0,0%)    | 1 (0,7%)    |
| Азијати           | 2 (1,2%)    | 0 (0,0%)    |
| Хиспаноамериканци | 0 (0,0%)    | 3 (2,0%)    |
| Укупно            | 163         | 151         |